# 绿瘦蛇
绿瘦蛇（学名：Ahaetulla prasina；Asian vine snake, Boie's whip snake, Gunther's whip snake, Oriental whip snake  (Thai: งูเขียวหัวจิ้งจก) .）为游蛇科瘦蛇属的爬行动物，俗名菱头蛇、蓝鞭蛇、鹤蛇。分布于锡金、印度、经缅甸到中南半岛、向南经马来半岛到印度尼西亚、菲律宾以及中国大陆的福建、广东、香港、广西、贵州、云南、西藏等地，生活习性为树栖。其一般生活于平原、丘陵及山区、常栖于林木葱茂处以及亦见于田边杂草丛中或山坡路上。其生存的海拔范围为90至1620米。该物种的模式产地在印度尼西亚爪哇。

## 描述

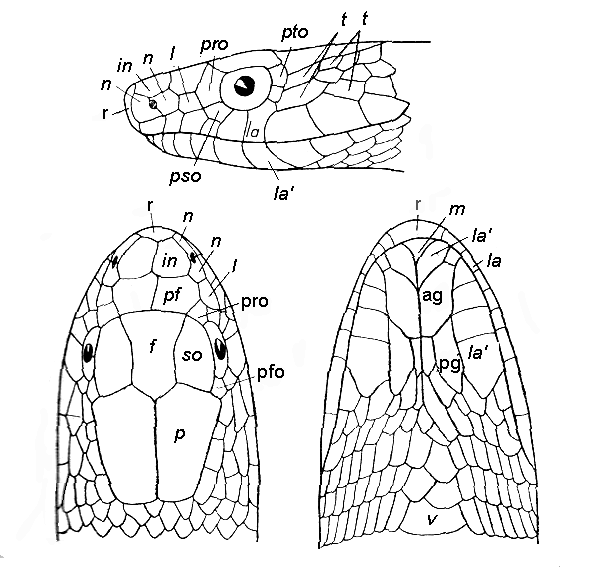
來自 Malcolm A. Smith (1943) 的蛇鱗識別指南
----
圖例
----
ag – 前生殖器或Chin shields
f – Frontal
in – Internasal
l – Loreal
la – Supralabial
la' – Infralabial
m – Mental
n – Nasal
p – Parietal
pf – Prefrontal
pg – 後生殖器或Chin shields
pro – Preocular
pso – Presubocular
pto – Postocular
r – Rostral
so – Supraocular
t – 前部及後部Temporals
v – 第一的Ventral
----

綠瘦蛇體型極其纖細、鼻子長而尖、突出狀，也比眼睛長兩倍多。成蛇的顏色從淺棕色到暗淡黃綠色不等，通常呈現出驚人的熒光綠色。它以鳥類、樹蛙、蜥蜴為食，較少以陸生啮齒動物為食。
它是一種胎生蛇。雌性最多可產下10條幼蛇。

## 亞種
已認定了四個亞種，包括被提名的亞種。
- Ahaetulla prasina medioxima Lazell, 2002
- Ahaetulla prasina preocularis (泰勒（英语：Edward Harrison Taylor）, 1922): 菲律賓, 包括蘇祿群島, 班乃島, 呂宋.
- Ahaetulla prasina prasina (伯伊, 1827)
- Ahaetulla prasina suluensis Gaulke, 1994: 菲律賓, 蘇祿群島

## 保护
本种于2023年被收录入《有重要生态、科学、社会价值的陆生野生动物名录》。

## 圖像

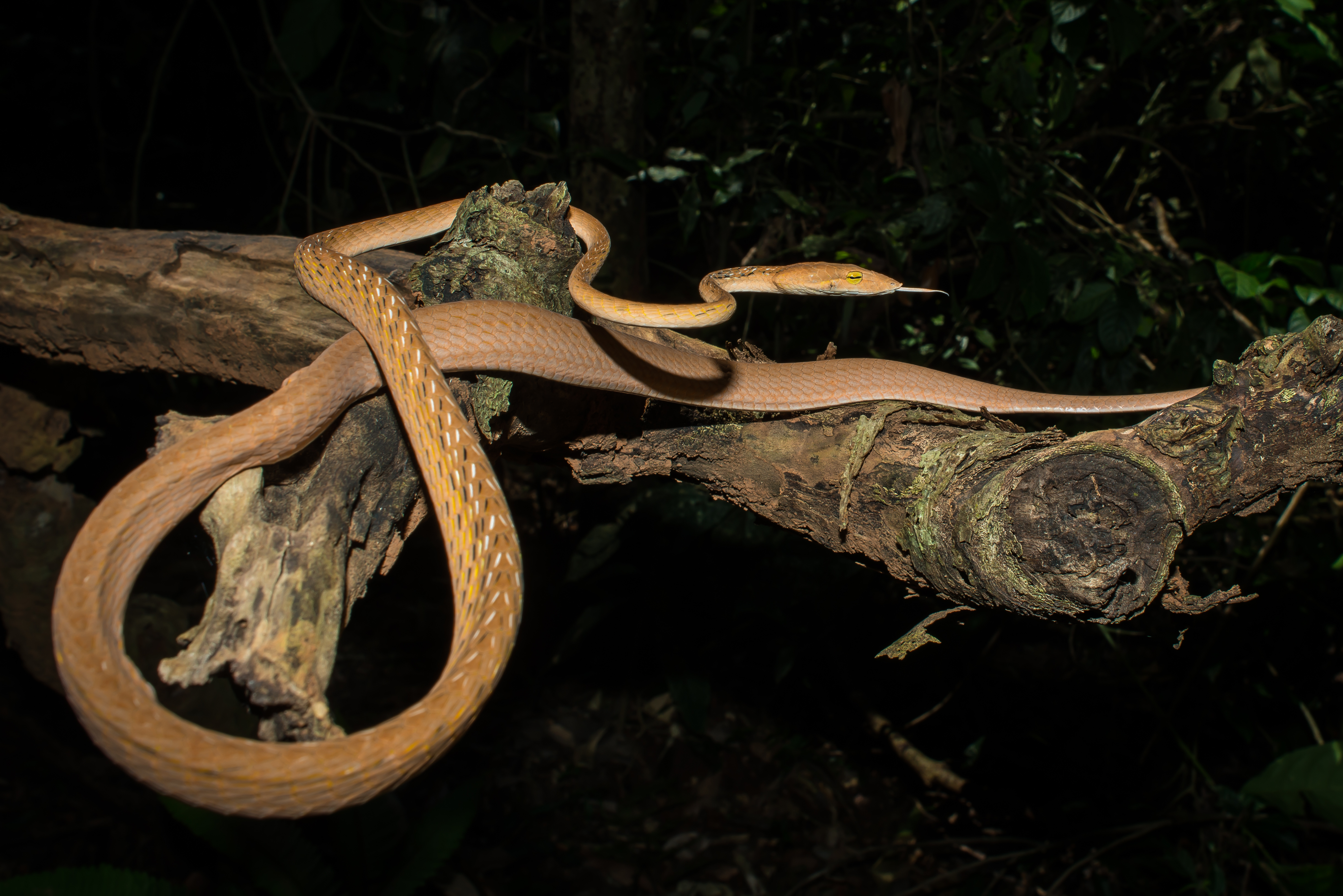
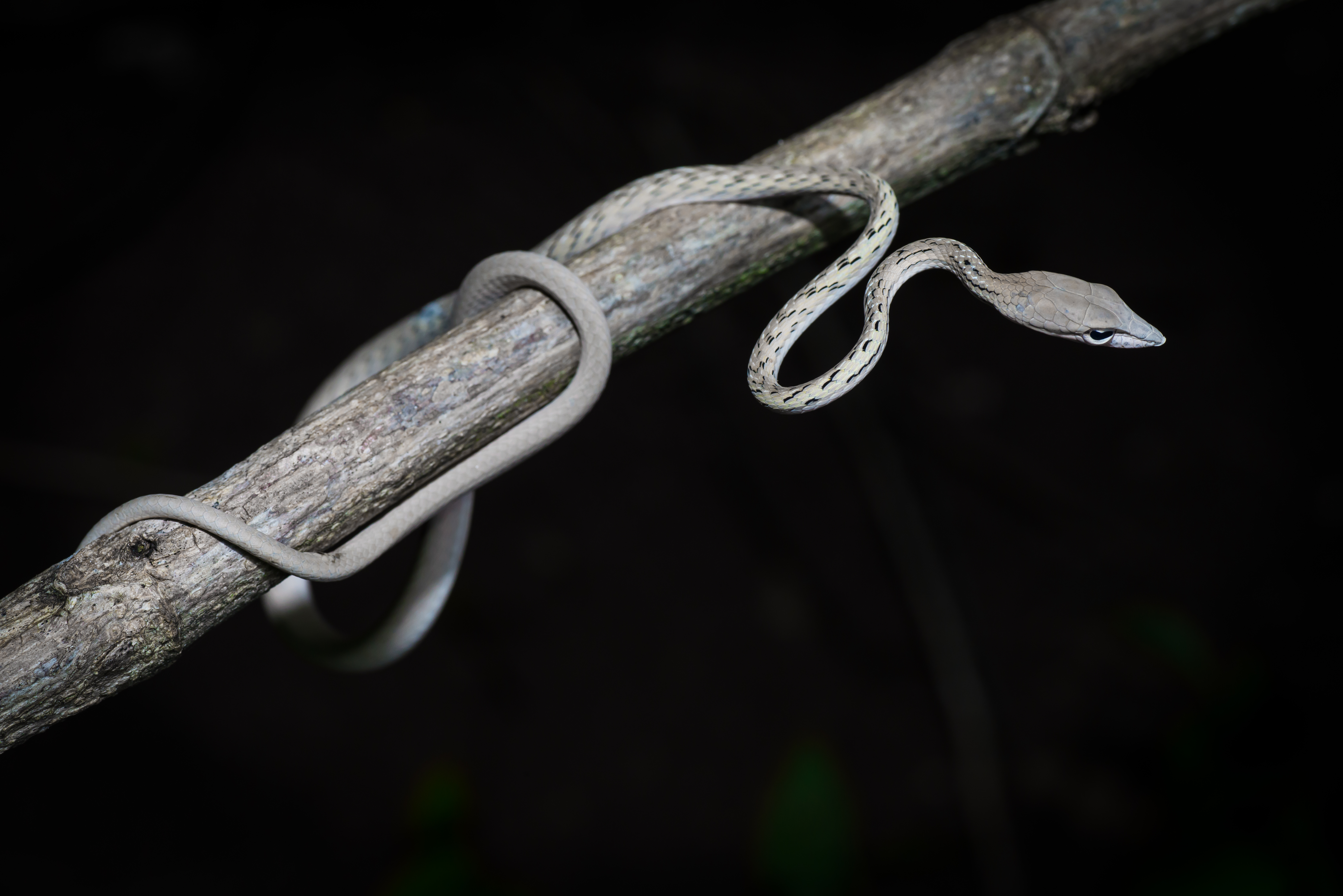
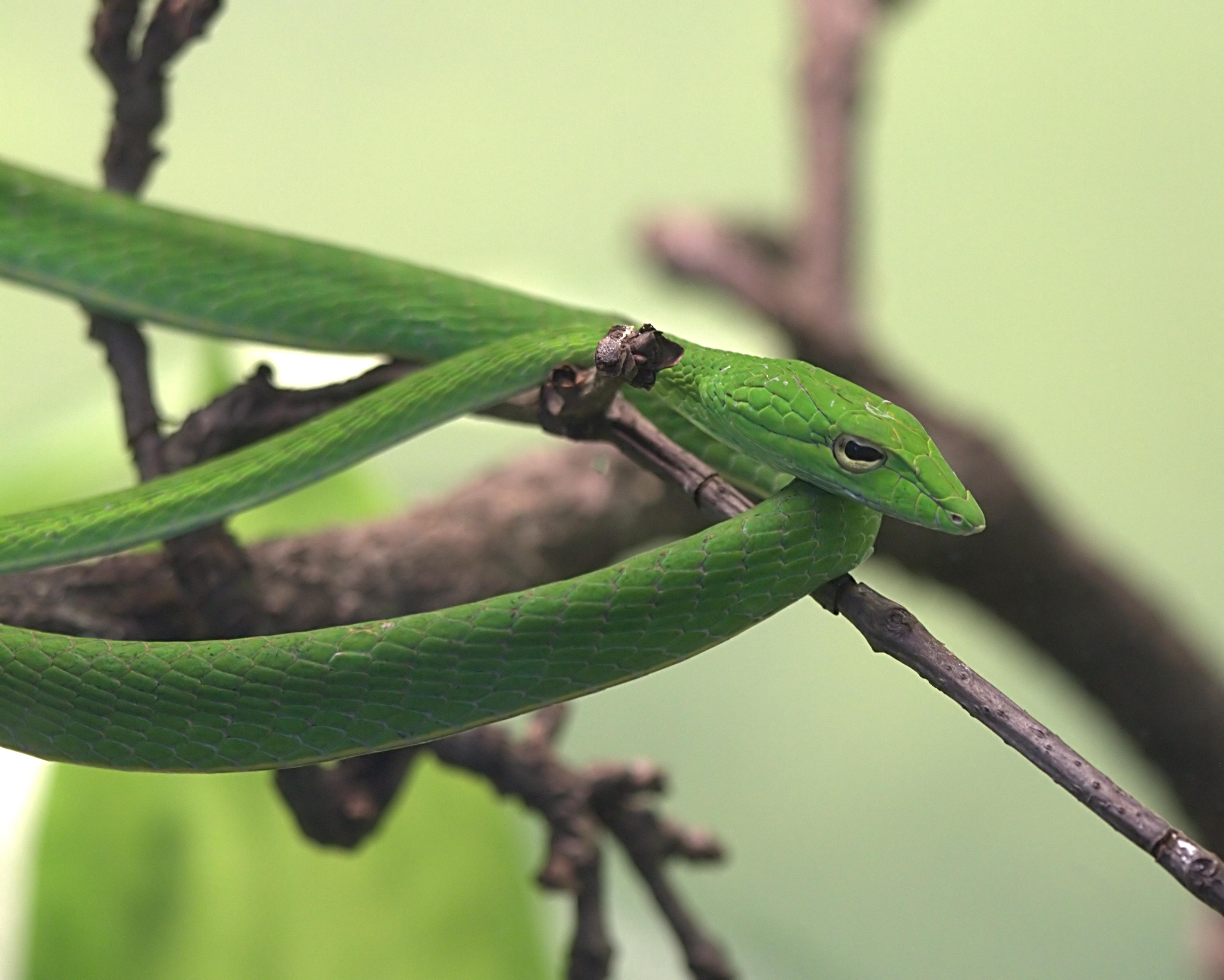
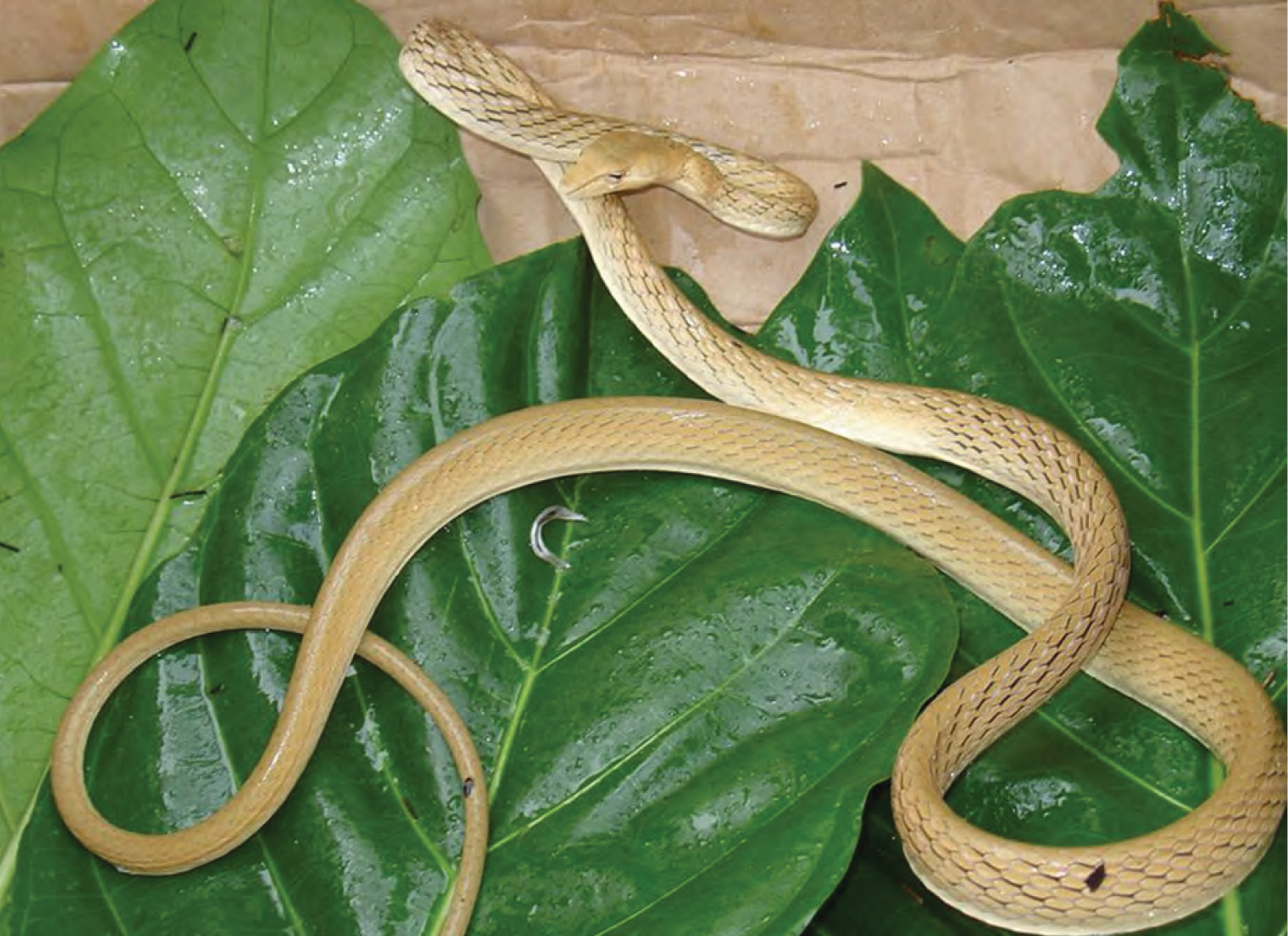

## 外部連結
- TIGR Reptile Database上的Ahaetulla prasina